# Verre phosphosilicate
Le verre phosphosilicate ou verre phosphosilicaté (en anglais phosphosilicate glass, acronyme PSG), est un verre silicate couramment utilisé dans la fabrication des dispositifs à semi-conducteurs pour les couches intermétalliques, c’est-à-dire les couches isolantes déposées entre des couches métalliques ou conductrices successives, en raison de son effet de piégeage des ions alcalins. Un autre type courant de verre phosphosilicate est le verre borophosphosilicate (BPSG).
Les verres phosphosilicates sodocalciques constituent également la base des verres bioactifs (par exemple Bioglass), une famille de matériaux qui se transforment chimiquement en os minéralisé (hydroxycarbonate-apatite) dans le liquide physiologique.
Des verres phosphosilicates dopés au bismuth sont à l’étude pour être utilisés comme milieu amplificateur dans les lasers à fibre optique pour les télécommunications par fibre optique.